# 키커 (잡지)
키커(Kicker)는 독일 제1위의 스포츠 잡지이다. 특히 축구 기사에서 권위가 높다.